# HMS Victory (1765)
HMS Victory (1765) — 104-пушечный линейный корабль первого ранга Королевского флота Великобритании. Один из самых длинных кораблей XVIII в. Заложен 23 июля 1759 года, спущен на воду 7 мая 1765 года. Принимал участие во многих морских боях, в том числе и в Трафальгарском сражении, во время которого на его борту был смертельно ранен адмирал Нельсон. После 1812 года не принимал участия в боевых действиях, а с 12 января 1922 года находится на постоянной стоянке в самом старом морском доке в Портсмуте. В настоящее время корабль приведён в то состояние, в котором он был во время Трафальгарского сражения, и превращён в музей, который является одной из главных достопримечательностей Портсмута.

## Серия
HMS Victory (Chatham, 1765) стал прототипом следующих кораблей: HMS Royal Sovereign (Plymouth, 1786), Чесма (Иоанн Креститель) (СПб., 1783), Трёх Иерархов (СПб., 1783), Ростислав (Кронштадт, 1784), Саратов (Кронштадт, 1785), Двунадесять Апостолов (СПб., 1788), Святой Равноапостольный Князь Владимир (СПб., 1788), Святой Николай Чудотворец (Кронштадт, 1789), Евсевий (СПб., 1790), Без назв. (СПб., зал. 1790, недостр.), причём при строительстве последних пяти использовались непосредственно построечные чертежи прототипа. В 1801 году конструкцию корпуса HMS Victory повторили при постройке 98-пушечных кораблей 2 ранга HMS Boyne (Portsmouth, 1810) и HMS Union (Plymouth, 1811).

## Конструкция

### Артиллерийское вооружение

#### Первоначальный проект (1758 год)
Состав артиллерийского вооружения Victory неоднократно менялся за время его многолетней службы.
Первоначальный проект предусматривал установку ста орудий:
| Расположение | Количество | Калибр |
| ------------ | ---------- | ------ |
| Гондек       | 30 пушек   | 42-фн. |
| Мидельдек    | 28 пушек   | 24-фн. |
| Опердек      | 30 пушек   | 12-фн. |
| Квартердек   | 10 пушек   | 6-фн.  |
| Форкастель   | 2 пушки    | 6-фн.  |
| Всего        | 100 орудий |        |

К началу кампании 1778 года адмирал Кеппель приказал заменить 30 42-фунтовых пушек на гондеке на более лёгкие 32-фунтовые, что позволило в счёт освободившегося веса добавить на форкастель 10 шестифунтовых пушек, а общее количество орудий увеличить до 110:
| Расположение | Количество | Калибр |
| ------------ | ---------- | ------ |
| Гондек       | 30 пушек   | 32-фн. |
| Мидельдек    | 28 пушек   | 24-фн. |
| Опердек      | 30 пушек   | 12-фн. |
| Квартердек   | 10 пушек   | 6-фн.  |
| Форкастель   | 12 пушек   | 6-фн.  |
| Всего        | 110 орудий |        |

Однако уже в 1779 году состав вооружения стал прежним.

#### Изменения, внесённые с 1780 по 1782 годы
В июле того же 1779 года Адмиралтейство утвердило штатное положение на снабжение всех кораблей флота карронадами, согласно которому в 1780 году на юте Victory дополнительно установили 6 18-фунтовых карронад, а на форкастеле — 2 24-фунтовые, которые в 1782 году заменили на 32-фунтовые. Одновременно 12 6-фунтовых орудий заменили на 10 12-фунтовых и две 32-фунтовые карронады, доведя тем самым общее число карронад до десяти. Общее число орудий по состоянию на 1782 год — 108.

#### После перевооружения в 1803 году
В первой половине 1790-х корабли британского флота начали перевооружать новыми пушками конструкции Томаса Бломфельда (англ. Thomas Blomefield) с винградным ухом и новыми карронадами. В 1803 году Victory прошёл капитальный ремонт, после которого его артиллерийское вооружение стало следующим:
| Расположение | Количество  | Калибр | Длина            | Вес             |
| ------------ | ----------- | ------ | ---------------- | --------------- |
| Гондек       | 30 пушек    | 32-фн. | 9 футов 6 дюймов | 55 cwt. 3 qrts. |
| Мидельдек    | 28 пушек    | 24-фн. | 9 футов 6 дюймов | 50 cwt. 2 qrts. |
| Опердек      | 30 пушек    | 12-фн. | 9 футов          | 34 cwt. 3 qrts. |
| Квартердек   | 12 пушек    | 12-фн. | 7 футов 6 дюймов | 29 cwt. 1 qrts. |
| Форкастель   | 2 карронады | 24-фн. | 9 фута 8 дюймов  | 13 cwt.         |
| Всего        | 102 орудия  |        |                  |                 |

#### После перевооружения в 1805 году
К моменту Трафальгарского сражения на форкастеле установили две 12-фунтовые пушки средней длины (англ. medium), а 24-фунтовые карронады заменили на 64-фунтовые, доведя общее число орудий до 104 штук.
| Расположение | Количество          | Калибр        |
| ------------ | ------------------- | ------------- |
| Гондек       | 30 пушек            | 32-фн.        |
| Мидельдек    | 28 пушек            | 24-фн.        |
| Опердек      | 30 пушек            | 12-фн.        |
| Квартердек   | 12 пушек            | 12-фн.        |
| Форкастель   | 2 пушки 2 карронады | 12-фн. 64-фн. |
| Всего        | 104 орудия          |               |

## Служба
Корабль был спущен на воду в Чатеме через два года после окончания Семилетней войны, 7 мая 1765 года, однако активная служба Victory началась только в 1778 году после того, как Адмиралтейство постановило вооружить корабль и подготовить его к активной службе. Ввод корабля в строй был следствием разворачивавшихся тогда событий. В марте 1778 года французский король Людовик XVI заявил о признании северо-американских штатов независимыми от Англии и объявил о намерении установить со свободной Америкой торговые и экономические отношения. В случае необходимости Франция готова была защищать эту торговлю вооружённым путём. В ответ Георг III отозвал своего посла из Парижа. В воздухе запахло войной, и Адмиралтейство начало собирать силы.
Командующим Флота Канала был назначен Огастес Кеппель, избравший Victory своим флагманским кораблём. Первым командиром стал Джон Линдсэй.
На подготовку и вооружение ушло примерно два с половиной месяца, после чего Чатем посетил король Георг III. После визита короля, оставшегося довольным работой своей верфи, Victory перешёл в Портсмут. Во время стоянки на Спитхэдском рейде Огастес Кеппель приказал заменить 30 42-фунтовых пушек на гондеке на более лёгкие 32-фунтовые, что позволило снизить весовую нагрузку и несколько увеличить свободное пространство на палубе.

### Участие в Трафальгарском сражении
«Виктори» был головным кораблём левого дивизиона кораблей, обрушившихся на соединённую эскадру французов и испанцев. Капитаном корабля во время Трафальгарского сражения был Томас Харди. Адмирал Горацио Нельсон во время битвы находился на мостике корабля, в полной адмиральской форме при всех регалиях, воодушевляя моряков других кораблей. После артиллерийской перестрелки с флагманским кораблём французской эскадры «Буцентавр» «Виктори» вступил в абордажный бой с «Редутаблем». Во время перестрелки Нельсон был смертельно ранен.

## Современный статус
Стоит на вечной стоянке в самом старом морском доке в Портсмуте с 12 января 1922 года. Используется как музей.